# 시스템 관리자의 날

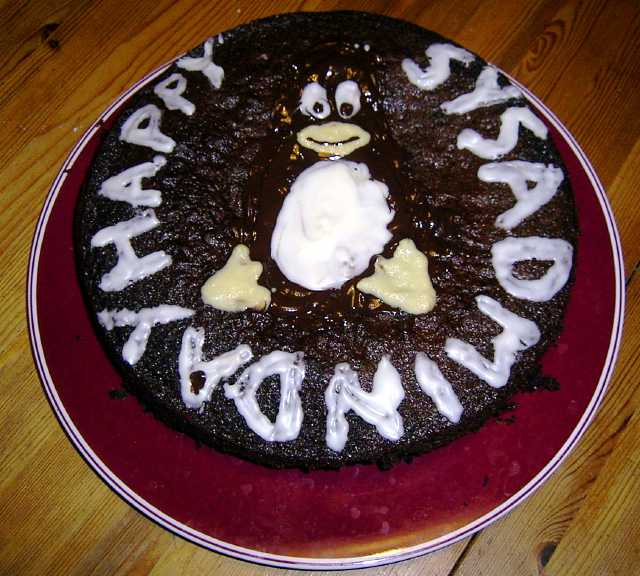
리눅스 펭귄 턱스가 맨 위에 있는 시스템 관리자 감사의 날을 축하하는 케이크

시스템 관리자의 날, 시스템 관리자 감사의 날(System Administrator Appreciation Day), 시스어드민 데이(Sysadmin Day, SysAdminDay) 또는 BOFH 데이(BOFH Day)는 시스템 관리자 테드 케카토스(Ted Kekatos)가 만든 연례 행사이다. 이 이벤트는 시스템 관리자와 기타 IT 직원의 노고에 대한 감사를 표하기 위해 존재한다. 7월 마지막 금요일에 기념된다.

## 역사
첫 번째 시스템 관리자 감사의 날은 2000년 7월 28일에 기념되었다. 케카토스는 휴렛 팩커드 잡지 광고에서 영감을 받아 시스템 관리자에게 고마운 동료들로부터 꽃과 과일 바구니를 선물로 받는 특별한 날을 만들었다. 새 프린터 설치. 케카토스는 방금 그의 직장에 동일한 모델의 프린터 몇 대를 설치했다.
공식 시스어드민 데이 웹사이트에는 휴일을 올바르게 준수하기 위한 많은 제안이 포함되어 있다. 가장 흔한 것은 케이크와 아이스크림이다. 휴일을 기념하는 많은 국제 웹사이트가 있다.
오라일리 미디어와 같은 많은 괴짜 및 인터넷 문화 기업도 특별 제품 제공 및 콘테스트를 통해 휴일을 기념한다. 이 날을 기념하기 위해 다양한 필카가 작곡되었다. 이 노래는 다른 연주자들에게도 커버될 정도로 인기를 끌었다.
홀마크 카드가 해당 휴일을 홀마크 휴일로 인식하도록 하려는 시도는 아직 실현되지 않았다. 많은 전자 카드 웹사이트에는 이미 특별한 시스어드민데이 카드가 있다.
이 휴일은 많은 IT 전문 조직, 전문 시스템 관리자 연맹, SAGE/USENIX 및 SNIPhub에서 인정되고 홍보되었다.

## 같이 보기
- 세계전기통신정보사회의 날
- 프로그래머의 날